# Przylot
Przylot – wieś sołecka w Polsce położona w województwie mazowieckim, w powiecie grójeckim, w gminie Warka.
Wieś leży na północ od Warki, na starym Trakcie Królewskim (Drogi Czerskiej) z Warszawy przez Czersk, Konary, Ostrówek, Przylot, Ostrołękę, Pilicę a dalej do Magnuszewa, Kozienic, Puław. Rozciąga na dawnym pastwisku (łąkach) przy stromej ścianie wzgórz (skarpa) Doliny Wisły i Pilicy.
Wieś arcybiskupstwa gnieźnieńskiego Przelot w kluczu konarskim w województwie mazowieckim w drugiej połowie XVI wieku, przeszła na uposażenie kapituły gnieźnieńskiej w XVII wieku. 

## Historia
Jest to stara osada a ślady osadnictwa datowane są na okres epoki żelaza - około 700 lat p.n.e. do VI w. n.e. 
Przywilej z roku 1240 - wydany przez księcia Konrada I mazowieckiego potwierdził, że do uposażenia stołu arcybiskupiego należało kilka wsi leżących u ujścia Pilicy do Wisły m.in. Przylot, który przez ponad 500 lat, były początkowo własnością biskupów gnieźnieńskich - dobra stołowe, a później były własnością kapituły katedry gnieźnieńskiej - dobra chlebowe.
Pierwotny kościół św. Krzyża i św. Trójcy w Pólku fundowali i uposażyli arcybiskupi gnieźnieńscy przypuszczalnie w drugiej połowie XIII w., a Przylot należał do tego Kościoła. 
Książę Ziemowit w roku 1359, potwierdził cały majątek stołu arcybiskupiego na Mazowszu, m.in. miejscowości leżące u ujścia Pilicy do Wisły - min. Przylot. W roku 1380, prawdopodobnie, przeniesiona została przez arcybiskupa gnieźnieńskiego Jana Suchywilka Strzeleckiego, parafia z Pólka k. Ostrówka do Konar. Przylot należał do tej parafii i leżał w powiecie wareckim w ziemi czerskiej. 
W roku 1511 biskupi gnieźnieńscy zorganizowali folwark w Ostrówku, który przynależał do Przylotu, najprawdopodobniej ziemie dawnego Pólka. Należał administracyjnie do klucza łęgonickiego.
W roku 1540 pojawia się nawa jednostka administracyjna klucz konarski - w skład którego wchodzi Przylot.
W roku 1729 funkcjonowała we wsi karczma wystawiona przez dzierżawcę Franciszka Wysockiego, kanonika gnieźnienskiego, plebana w parafii św. Jakuba w Krzemienicy.
1788 - zestawienie: Przylot - 32 gospodarstwa, 2 rodziny komorników. We wsi spisano, 26 wołów, 36 krów, Folwark (Ostrówek) został zlikwidowany, gdyż Wisła oderwała grunty folwarczne w połowie XVIII w.
1827 - Spis mieszkańców: Przylot - 28 domów - 185 mieszkańców
W 1833 w skład Dóbr Konary wchodziły min. Przylot, w którym było 30 domów i powierzchnia uprawna pól - 587 mórg.
W 1869 Przylot miał 30 domów, 269 mieszkańców i pow. po uwłaszczeniu 587 mórg. Należał do gminy i parafii w Konarach.
Przylot obecnie też należy do parafii Konary.
W latach 1975–1998 miejscowość administracyjnie należała do województwa radomskiego.

## Zabytki
Kapliczka przydrożna z XVIII w., murowana, słupowa o przekroju eliptycznym stojąca w prywatnym ogródku.